# Store Norske Spitsbergen Kulkompani

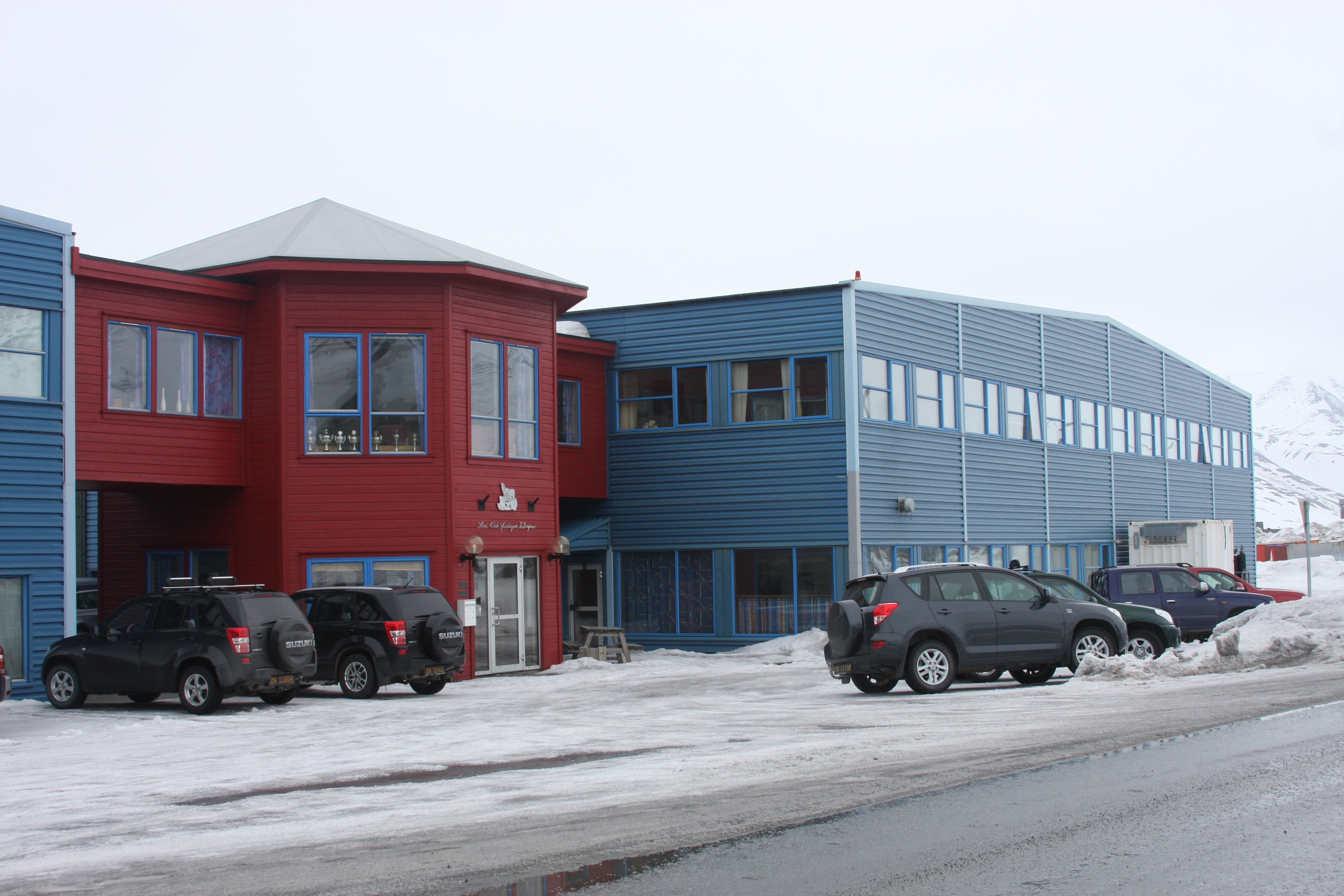
La sede en el centro de Longyearbyen

La Store Norske Spitsbergen Kulkompani (SNSK), o simplemente Store Norske, es una empresa minera Noruega de carbón con base en Svalbard. Se formó en 1916 después de una compra por parte de Noruega de la  Estadounidense Arctic Coal Company (ACC).
La empresa tiene 360 empleados y operaba dos minas de carbón El más grande estaba ubicado en el asentamiento del Archipiélago de Sveagruva, a unos 60 km al sur de Longyearbyen. La mina Svea Nord de Longwall tiene una producción anual de 2 millones de toneladas de carbón bituminoso, Un tercio se vende con fines metalúrgicos. El director general de Store Norske Spitsbergen Kulkompani era Per Andersson La mina Sveagruva cerró en 2017.
La tienda Norske Spitsbergen Kulkompani tiene un puerto de envío en Cabo Ámsterdam a 15 km de Sveagruva. 

## Ex-Directores Ejecutivos
- Hilmar Reksten[1]
- Einar Sverdrup[2]
- Robert Hermansen[3]